# Helsinská ústřední knihovna Oodi
Helsinská ústřední knihovna Oodi (finsky Helsingin keskustakirjasto Oodi, švédsky Helsingfors centrumbibliotek Ode) je městská veřejná knihovna v Helsinkách. Sídlí na adrese Töölönlahdenkatu 4 ve čtvrti Kluuvi, nedaleko helsinského hlavního nádraží. Název budovy je odvozen od slova óda.
S návrhem na vybudování nové knihovny v centru města přišel v roce 1998 ministr kultury Claes Andersson. V letech 2012 a 2013 proběhla veřejná soutěž, v níž vyhrál návrh studia ALA Architects. Stavba byla zadána firmě Ramboll a začala v roce 2015. Celkové náklady byly odhadnuty na 98 milionů euro, většina této částky pocházela z rozpočtu hlavního města. 
Stavba má svým vzhledem odkazovat k hodnotám otevřenosti a pokroku. Asymetrická konstrukce ze skla a oceli je obložena dřevem, použit byl převážně modřín sibiřský. Má podobu obydleného mostu podpíraného dvěma masivními ocelovými oblouky, díky čemuž není vstupní prostor členěn sloupy. Nejvyšší patro má zvlněný strop, který připomíná plynoucí oblaka. Knihovna byla slavnostně otevřena 5. prosince 2018 v rámci oslav stého výročí finské nezávislosti. 
Budova má tři podlaží, nacházejí se v ní kromě vlastní knihovny také kino Regina provozované Národním audiovizuálním institutem, městské informační centrum, výstavní síň, nahrávací studio, hackerspace, restaurace, společenské místnosti, dětské hřiště Loru a terasa s výhledem na město. Sály s knihami mají celkovou plochu 17 200 m², ve fondu je okolo sto tisíc svazků. S dopravou knih ke čtenářům pomáhají roboti, pojmenovaní podle postav z dětských knížek Tatu, Patu a Veera. Otevřeno je každý den a knihovnu navštíví ročně okolo 2,5 milionu osob. V roce 2019 získala Oodi cenu Mezinárodní federace knihovnických asociací pro nejlepší světovou knihovnu roku.

## Galerie

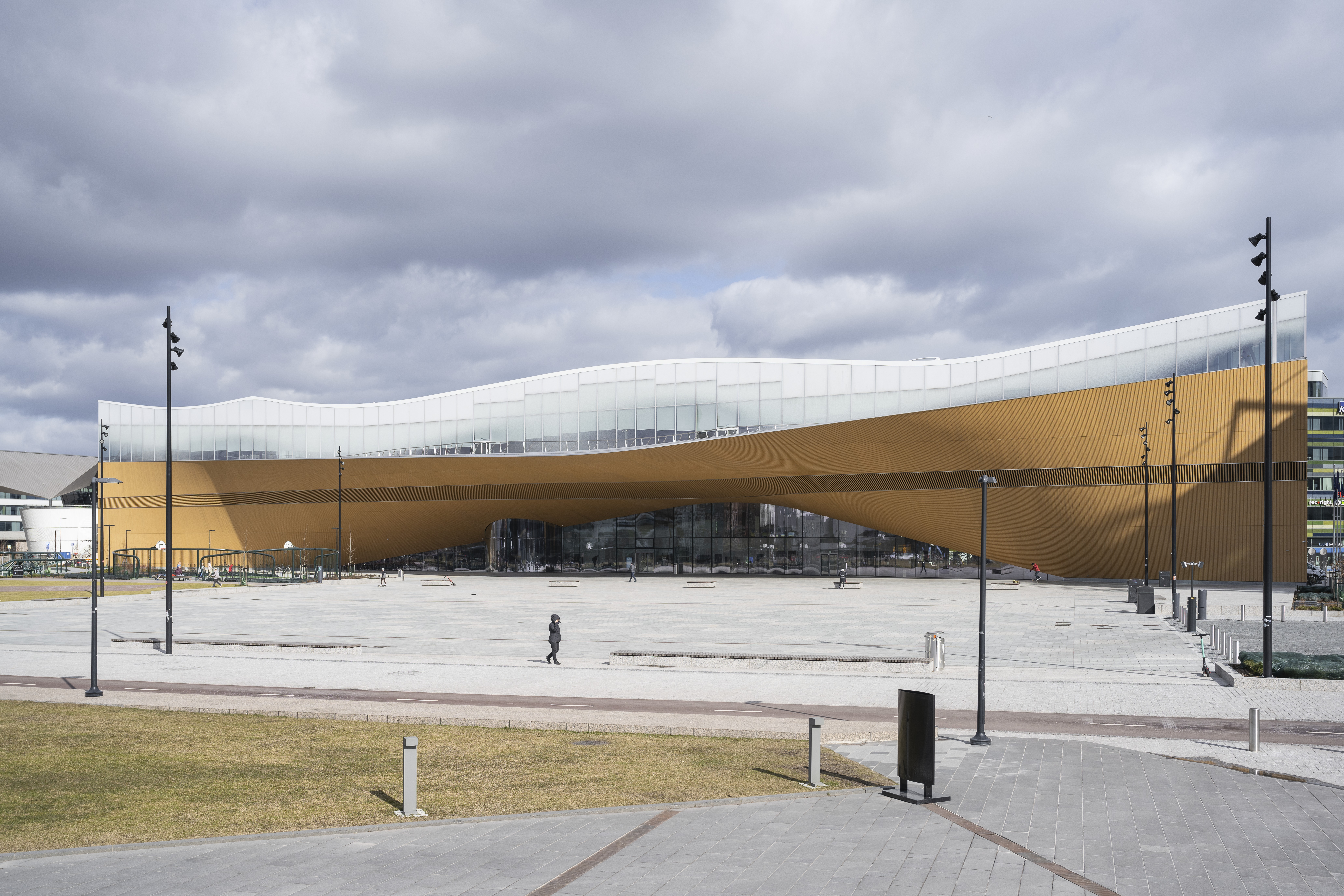
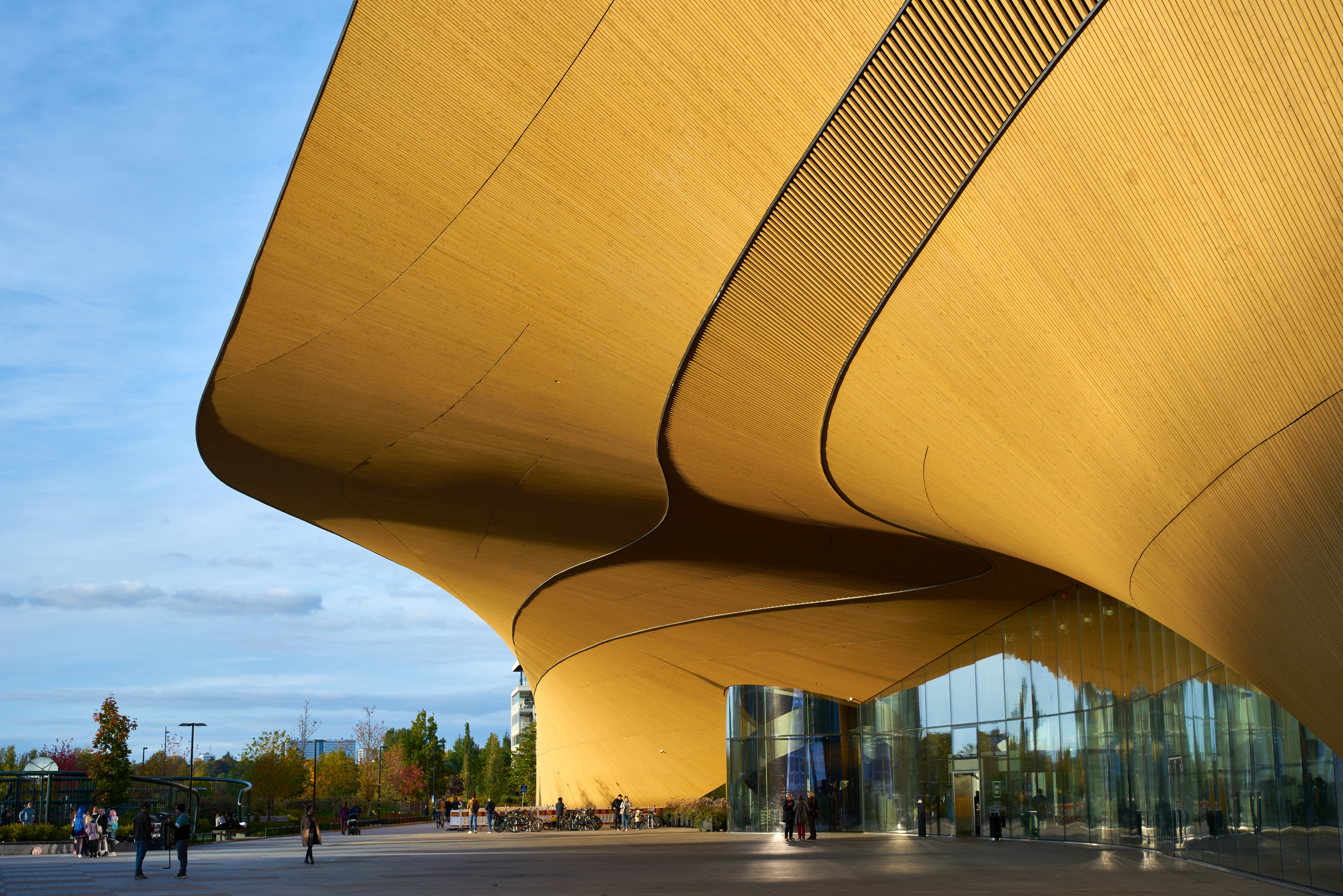
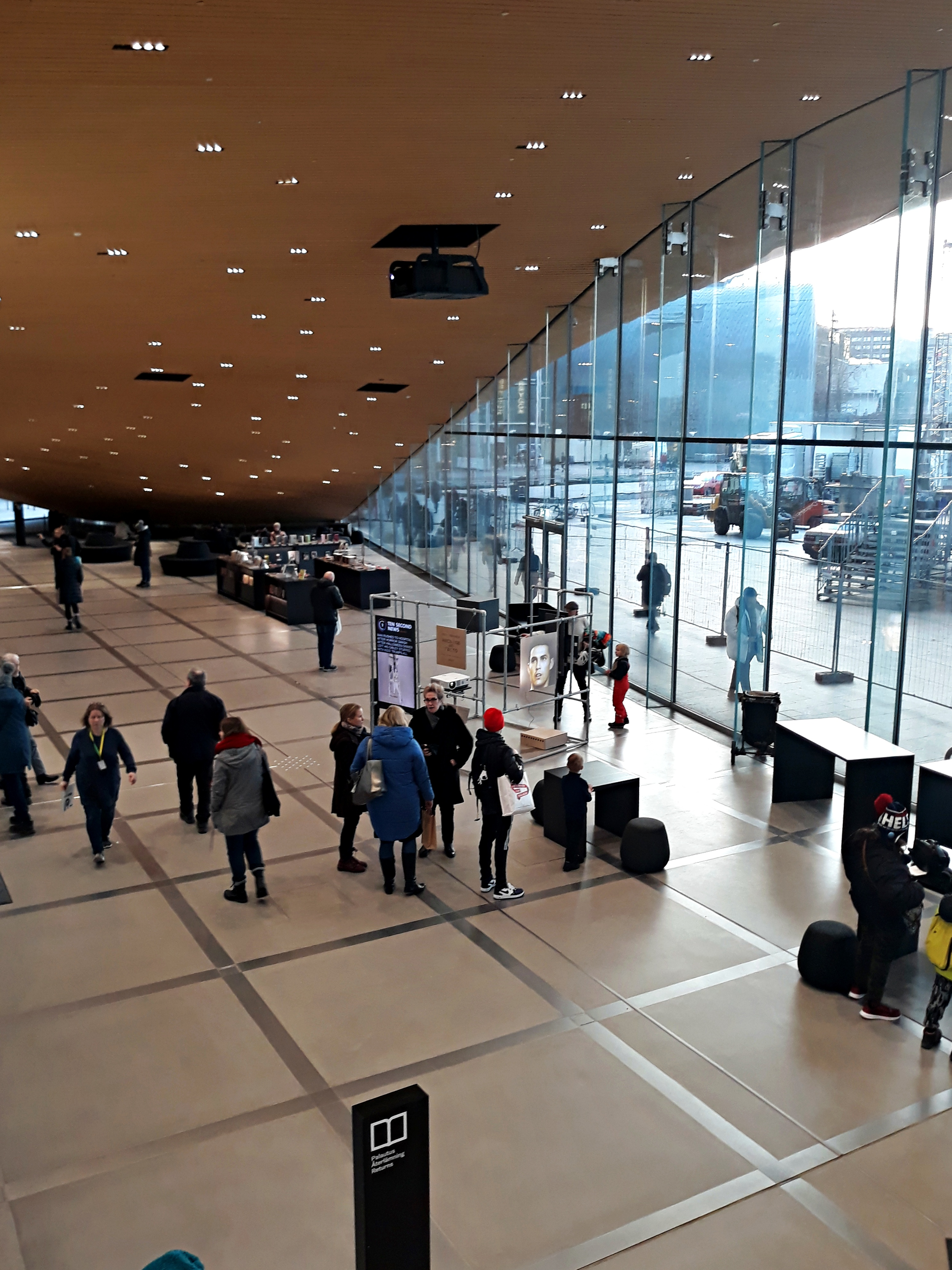